# Engaruka
Engaruka ist ein Verwaltungsbezirk (Ward) des Distrikts Monduli in der tansanischen Region Arusha.

## Geografie
Engaruka liegt im Norden von Tansania, etwa in der Mitte zwischen dem Natronsee im Norden und dem Manyara-See im Süden. Der Bezirk liegt etwa 90 Kilometer nordwestlich der Regionshauptstadt Arusha, großteils auf einer Hochebene in etwa 900 Meter Seehöhe. Weiter im Westen steigt das Land zum Loolmalasin gebirgig an, im Norden liegt mit dem 3648 m hohen Ol Doinyo Lengai der höchste Berg des Bezirks.
Bei der Volkszählung 2022 lebten hier 17.187 Menschen in 4016 Haushalten.

## Geschichte
Im Bezirk liegt der Ruinenpark Engaruka. Ein hauptsächlich Ackerbau betreibendes Volk, das zwischen 1400 und 1800 hier lebte, hinterließ von Steinen begrenzte Felder mit Bewässerungssystemen und terrassenförmig angelegte Siedlungen.

## Gliederung
Der Bezirk besteht aus vier Gemeinden (Mtaa) mit 24 Orten (Kitongoji):
| Engaruka Juu - Mulla - Madukani - Arushani A - Arushani B - Lepolosi B | Oldonyo Lengai - Irkung - Donyonaado - Migombani - Kiseriani - Irkung - Ngoisuk | Engaruka Chini - Engaruka Chini - Alapalasek - Lapalsek - Endepesi - Nengalash - Engorika - Nderash - Ndimi | Rerendeni - Mkao - Naisijo - Ormesuli - Eng'oswa - Ormunishoi |

## Wirtschaft und Infrastruktur

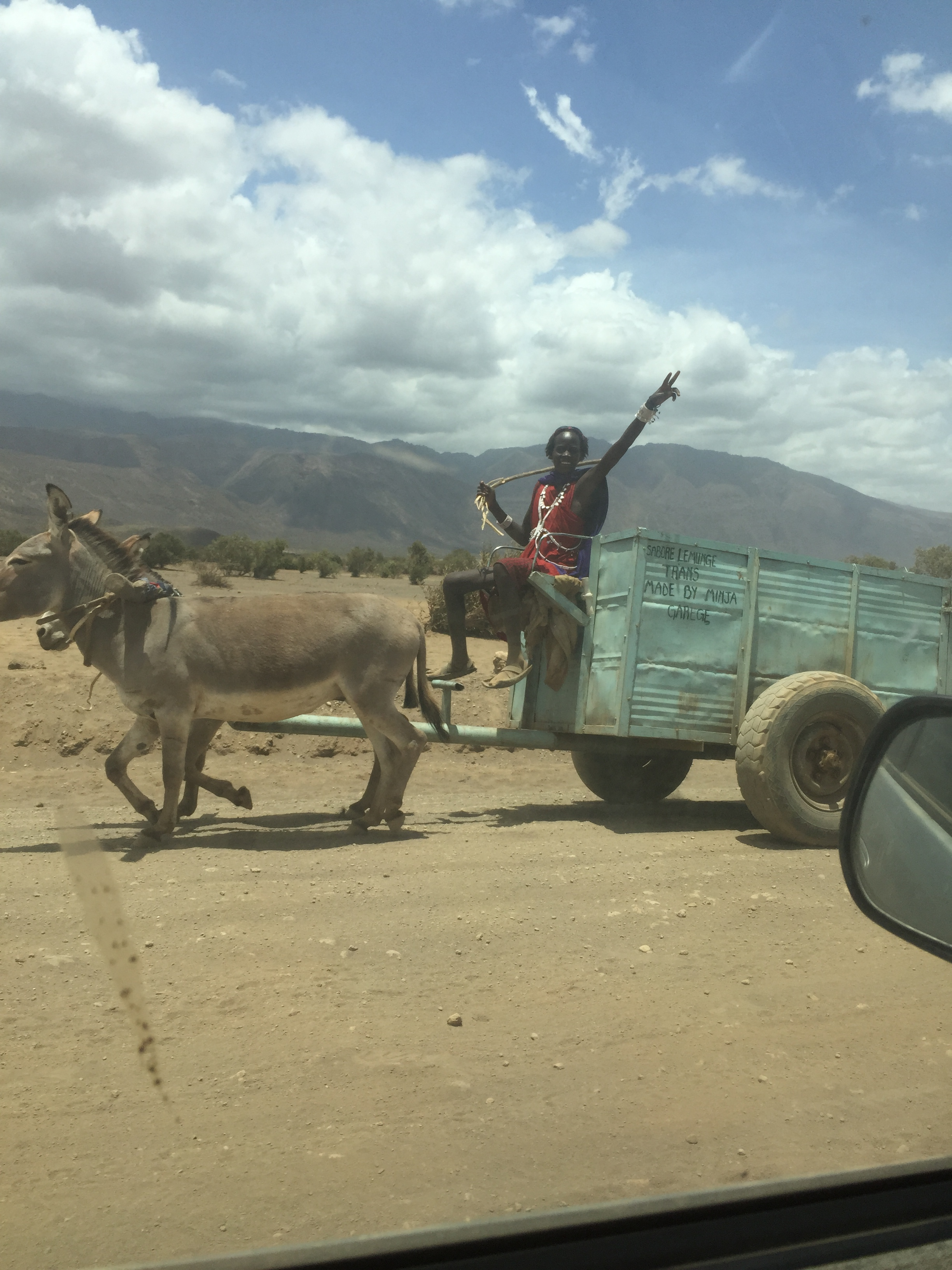
Auf der Regionalstraße Selela Road

- Gesundheit: Im Bezirk liegen drei staatliche Apotheken, eine in Engaruka[8] und zwei in Oldonyo.[9][10]
- Straße: Durch den Bezirk verläuft von Süden nach Norden eine nicht asphaltierte Regionalstraße.[11]